# Рогач Лариса Іванівна
Рогач Лариса Іванівна (23 квітня 1969, смт Великий Березний Великоберезнянського району Закарпатської області) — українська суддя, голова Касаційного господарського суду у складі Верховного Суду.

## Життєпис
У 1985 закінчила Великоберезнянську середню школу. Трудову кар'єру розпочала на заводі «Ерстед» монтажницею радіоапаратури.
Юридичну освіту здобула у Київському університеті ім. Т. Шевченка (1986—1991).
З 1992 по 1994 працювала адвокатом Закарпатської обласної колегії адвокатів, з 1994 по 1997 займалася приватною адвокатською практикою.
У квітні 1997 призначена суддею Арбітражного суду Закарпатської області. У липні 2002 призначена на посаду судді безстроково.
У липні 2005 стала суддею Вищого господарського суду України. 10 липня 2014 обрана секретарем Пленуму ВГСУ.
Указом Президента України № 357/2017 від 10 листопада 2017 року Лариса Рогач призначена суддею Касаційного господарського суду у складі Верховного Суду. Вона одразу увійшла до Великої Палати Верховного Суду, а 10 грудня 2021 року стала її секретарем.
Наступного року в Західноукраїнському національному університеті (Тернопіль) захистила дисертацію на здобуття наукового ступеня кандидата юридичних наук на тему: «Адміністративно-правова охорона господарських відносин в Україні» за спеціальністю 12.00.07 — адміністративне право та процес; фінансове право; інформаційне право.
19 грудня 2022 відбулися збори суддів Касаційного господарського суду, на яких Ларису Рогач обрано головою цього суду. Єдину подану кандидатуру підтримали 22 судді, проти — 19. Її повноваження розпочалися 6 січня 2023 року.